# رينوهكوفتسي
رينوهكوفتسي (بالبلغارية: Райнушковци)‏ قرية تقع إدارياً ضمن تريافنا في بلغاريا. ويبلغ عدد سكانها 1 نسمة حسب تعداد 15 مارس 2015. تعتمد رينوهكوفتسي للبريد على الرمز البريدي 5363 وللاتصالات على رمز الاتصال الهاتفي المحلي 067774.